# Royaume de Dublin
853–1170
Entités précédentes :
- Gaels

Entités suivantes :
- Seigneurie d'Irlande

Le royaume de Dublin est un royaume fondé par les Vikings autour de la ville de Dublin au milieu du IXe siècle. Correspondant peu ou prou à l’actuel comté de Dublin, il s'agit du premier et du plus durable des royaumes vikings en Irlande, Grande-Bretagne et dans toute l’Europe hors Scandinavie à l’exception du Royaume de Man et des Îles.

## Historique
Les vikings se référaient au royaume en utilisant le terme Dyflin, qui dérive de l’irlandais Dubh Linn qui signifie le marais noir. La première référence écrite à la présence des Vikings en Irlande se trouve dans les Annales d'Ulster à la date de 841. On y lit « Gennti for Loch Eachach beós » c'est-à-dire les « Païens sont encore sur le Lough Neagh ». C’est à partir de cette date que l’on trouve des références aux longphorts. On peut aujourd’hui penser que les Vikings ont hiverné sur le site de Dublin en 840-841. La localisation exacte du longphort de Dublin est toujours inconnue et fortement débattue. Les dirigeants vikings de Dublin sont souvent co-rois et occasionnellement rois de Jórvík ou Northumbrie.
Avec le temps les Rois de Dublin se sont largement gaélicisés. Ils commencent alors à présenter beaucoup de manifestation du syncrétisme culturel gaélique et scandinave. Ils sont alors souvent désignés sous le nom de Norvégiens-Gaëls.
En 988, Máel Sechnaill mac Domnaill conduit la première conquête irlandaise de Dublin. En conséquence, la fondation de Dublin est régulièrement célébrée à partir de cette date, même si le site de Dublin est occupé par un village depuis avant la conquête romaine de la Grande-Bretagne, près de mille ans auparavant.
Au milieu du XIe siècle, le Rois de Leinster Diarmait mac Mail na mBo chasse un roi « scandinave » et ses descendants commencent à exercer une certaine influence sur Dublin jusqu'en 1136. Les Ard ri Erenn interviennent également au XIIe siècle mais le pouvoir reste aux mains de Norvégiens-Gaëls jusqu’à la conquête normande de l’Irlande de 1171.

## Liste des rois de Dublin
- 841-845 : Thorgils Ier (Turgesius)
- 853-871 : Óláfr (irlandais Amlaíb Conung) ou Olaf le Blanc co-roi ;
- 853-873 : Ivarr Ier (irlandais Ímar) co-roi ;
- 853-867 : Auisle (vieux-norrois Hásli) co-roi tué en 867.
- 873-875 : Oistin ou Eystein (irlandais Oistín mac Amlaíb) fils d'Óláfr (tué en 875)
- 873/875-877 : Halfdan (irlandais Alband), frère d'Ivarr
- 875-881 : Bárid mac Ímair (irlandais  Bairith)
- 881-883 : N mac Auisle (tué en 883) fils d'Auisle
- 883-888 : Sichfrith mac Ímair (irlandais : Sichfrith mac Imar) (assassiné en 888)
- 888-893 : Sigtryggr Ier fils d'Ivarr (irlandais Sitriuc mac Imar)
- 893-894 : Sichfrith le Jarl.
- 894-896 : Sigtryggr Ier fils d'Ivarr (irlandais Sitriuc mac Imar) rétabi et tué en 896.
- 896-902 : Ivarr II Uí Ímair (fils de Sigtryggr ?) (tué en 904)
- la ville de Dublin conquise par les rois irlandais; Mael Finnia mac Flannacán roi de Brega et Cerball mac Muiricán roi de Leinster, est abandonnée par les Scandinaves de 902 à 917.
- 917-920 : Sigtryggr II Caoch (irlandais Sitriuc Uí Ímair) roi d'York (921-927)
- 921-934 : Gothfrith Uí Ímair roi d'York (927)
- 934-939/941 : Olaf Gothfrithson (irlandais Amlaíb mac Gofraidh)
- 939/941-945 : Blacair Gothfrithson
- 945-948 : Olaf Sigtryggson Kvaran (irlandais Amblaibh Cuaran)  (i.e: Olaf la Sandale) roi d'York (941-943) et (944)
- 948-948 : Blacair Gothfrithson (vieux-norrois Blákkr) (tué en 948)
- 948-980 : Olav Sigtryggson Kvaran (irlandaisAmbailh Cuaran) (i.e Olaf: la Sandale) (mort en 981)
  - 948-953 : Gothfrith Sihtricson (irlandais Gofraidh mac Sitriucca)
- 980-989 : Gluniarian Olafson (vieux-norrois Járnkné) (tué en 989)
- 989-994 : Sigtryggr III Olafson Silkiskegg (Sithric Barbe de soie)
- 994-995 :  Ivarr de Waterford (Ímar) roi de Waterford
- 995-1035 : Sigtryggr III Olafson Silkiskegg (Sithric Barbe de Soie)
- 1035-1038 : Margad Ragnaldson (irlandais Echmarcach mac Ragnaill)
- 1038-1046 : Ivarr III Haraldsson (irlandais Ímar mac Arailt)
- 1046-1052 : Margad Ragnaldson  (irlandais Echmarcach mac Ragnaill) roi de Man
- 1052-1072 : Diarmait mac Mail na mBo roi de Leinster (tué en 1072).
  - 1059-1070 : Murchad mac Diarmata, son fils associé (meurt en 1070).
- 1072-1074 : Godfraid mac Amlaib mort en 1075.
- 1075-1075 : Domnall mac Murchada mac Diarmata mort en 1075.
- 1075-1086 : Toirdhealbhach mac Tadgh Ua Briain. roi de Munster et Ard ri Érenn de 1072 à 1086.
  - 1075-1086 : Muircheartach mac Toirdhealbhach Ua Briain. Ard ri Érenn de 1093 à 1119.
- 1086-1089 : Donnchad mac Domnaill Remair roi de Leinster (tué en 1089).
- 1091-1094 : Godfraid Méranach roi de Man…
- 1094-1102 : Muircheartach mac Toirdhealbhach Ua Briain. Ard ri Érenn de 1093 à 1119.
- 1102-1103 : Magnus III de Norvège
- 1103-1118 : Muircheartach mac Toirdhealbhach Ua Briain. Ard ri Érenn de 1093 à 1119.
  - 1115-1118 : Domnall mac Muircheartach Ua Briain son fils associé (mort en 1135).
  - 11??-1115 : Donnchadh mac Murchada mac Diarmata de Leinster (tué en 1115)
  - 1115-1117 : Diarmait mac Énnai Mac Murchada de Leinster (mort en 1117)
- 1118-1124 : Thorfinn Thorgillsson (irlandaisTorfind Mac Torcaill)
- 1118-1126 : Énna mac Donnchada Mac Murchada roi de Leinster
- 1124-1127 : Toirdelbach Ua Conchobair roi de Connacht
  - 1124-1127 : Conchobar mac Toirdhealbhach Ua Conchobair son fils associé (mort en 1144)
- 1127-1136 : Diarmaid mac Murchada roi de Leinster
- 1136-1146 :  Ragnall mac Torcaill  (vieux norois Ragnvald Thorgillsson )
- 1141-1142 : Conchobar Ua Briain
- 1142-1148 : Ottar Ottarsson (irlandais Oitir Mac mic Oitir) tué en 1148.
- 1146-1160 : Brodar mac Torcaill (vieux norrois Brodur Thorgillsson) tué en 1160.
- 1160-1170 : Asgall mac Ragnall Mac Torcaill (vieux norrois Astell Thorgillsson) tué en 1171.
  - 1162-1166 : Diarmaid mac Murchada.

## Sources
- (en) T.W Moody, F.X. Martin,F.J. Byrne, Maps, Genealogies, Lists. A companion to Irish History part II, Oxford, Oxford University Press, coll. « A New History of Ireland » (no 9), 2011, 674 p. (ISBN 9780199593064), p. 208-210
- (en) Clare Downham Living on the edge: Scandinavian Dublin in the Twelfth Century, in West over Sea, Studies in Scandinavian Sea-Borne Expansion and Settlement Before 1300 a "Festschrift in honour of Dr Barbara E. Crawford", eds. Beverley Ballin Smith, Simon Taylor and Gareth Williams, Leiden and Boston, 2007   (ISBN 978-90-04-15893-1), p.  33–51 & Table p. 43.
- (en) Clare Downham, Vikings Kings of Britain and Ireland : The Dynasty of Ivarr to A.D. 1014, Edinburgh, Dunedin Academic Press, 2007, 340 p. (ISBN 9781906716066)
- (en) Clare Downham, Medieval Ireland, Cambridge, Cambridge University Press, 2018, 394 p. (ISBN 9781906716066)
- Jean Renaud Les Vikings et les Celtes Éditions Ouest-France Université Rennes 1992  (ISBN 978-2-7373-0901-4).